# Newcastle (Washington)
Newcastle ist eine Stadt im King County im US-Bundesstaat Washington. Sie liegt in der Nähe von Seattle. Bei der Volkszählung des US Census Bureau im Jahr 2020 hatte Newcastle eine Einwohnerzahl von 13.017.

## Geschichte
Newcastle wurde nach Newcastle upon Tyne in England benannt, da es ursprünglich eine Kohlebergbaustadt war, die in den 1870er Jahren gegründet wurde. Im Jahr 1863 wurde entlang des Coal Creek Kohle entdeckt. Die Landvermesser Philip H. Lewis und Edwin Richardson machten die Entdeckung, während sie das Gebiet für das General Land Office vermaßen. Bis 1872 wurden in Newcastle 75-100 Tonnen Kohle pro Tag gefördert. Etwa 60 Männer arbeiteten in den Minen. Die Seattle and Walla Walla Railroad, die erste Eisenbahn im King County, erreichte Newcastle 1878 von Seattle aus. Der Kohleabbau endete 1963.
Das Gebiet war ein gemeindefreies Gebiet innerhalb von King County, bis es am 30. September 1994 als Stadt gegründet wurde. Heute ist diese Stadt eine Vorstadtgemeinde. 

## Demografie
Nach der Schätzung von 2019 leben in Newcastle 12.292 Menschen. Die Bevölkerung teilte sich im selben Jahr auf in 57,6 % Weiße, 3,1 % Afroamerikaner, 0,1 % amerikanische Ureinwohner, 33,2 % Asiaten und 5,4 % mit zwei oder mehr Ethnizitäten. Hispanics oder Latinos aller Ethnien machten 4,9 % der Bevölkerung von Newcastle aus. Das mittlere Haushaltseinkommen lag bei 129.828 US-Dollar und die Armutsquote bei 3,6 %.
| Jahr | Einwohner¹ |
| ---- | ---------- |
| 1990 | 14.736     |
| 2000 | 7.737      |
| 2010 | 10.380     |
| 2020 | 13.017     |

¹ 1990 – 2020: Volkszählungsergebnisse

## Persönlichkeiten
- Herman Carl Andersen (1897–1978), Politiker